# جيل رورد
جيل جيمي رورد (مواليد 22 أبريل 1997)، هي لاعبة كرة قدم هولندية محترفة تلعب كلاعبة خط وسط لنادي مانشستر سيتي للسيدات في الدوري الإنجليزي الممتاز للسيدات، و والمنتخب الهولندي للسيدات.
لعبت سابقًا مع أرسنال في الدوري الإنجليزي الممتاز للسيدات، و وبايرن ميونيخ وفولفسبورج الألماني في الدوري الألماني لكرة القدم للسيدات وفازت بالعديد من الألقاب الوطنية الهولندية مع «إف سي تفينتي» في الدوري الهولندي الأول. خلال موسم 2015–16، وكانت هداف الدوري.

## روابط خارجية
- جيل رورد – سجل منافسات اليويفا
- Profile باللغة الهولندية at onsoranje.nl
- Profile at arsenal.com
- Profile باللغة الهولندية at Onsoranje.nl (archived)
- Profile باللغة الهولندية at vrouwenvoetbalnederland.nl
- جيل رورد  على سكروي
- Eurosport profile
- Soccerdonna.de profile (in German)